# 鄭大炫
鄭 大炫（チョン・デヒョン、朝鮮語: 정대현、1978年11月10日 - ）は、大韓民国の全羅北道群山市出身の元プロ野球選手（投手）。2000年シドニーオリンピック 野球 銅メダリスト。2008年北京オリンピック 野球 金メダリスト。

## 経歴

### プロ入り前
大学時代、初めてプロの参加が認められたシドニーオリンピック野球韓国代表に唯一のアマチュア選手として選ばれた。対アメリカ合衆国戦に先発として登板、6回3分の1を投げ被安打5の無失点に抑える好投を見せた。韓国の思惑通り、アンダースローに不慣れなAAA級のマイナーリーガーを中心に構成されたアメリカの打線を沈黙させた。この大会で韓国は銅メダルを獲得し、鄭は兵役の現役服務を免除された。

### SK時代
オリンピック終了後の2001年、SKワイバーンズに入団。
2005年は腕を負傷し大部分をリハビリに費やしたが、2006年は第1回WBC韓国代表に選出。
2007年はSKの抑え投手として活躍。韓国シリーズで同チームが初優勝を決めた際の胴上げ投手になった。
2008年も韓国シリーズに2試合に登板して2セーブを挙げている。この年は北京オリンピック韓国代表にも選ばれた。リリーフとして活躍し、予選リーグの対日本戦、キューバとの決勝戦で9回のマウンドに上がり、2セーブを挙げて韓国の金メダル獲得に貢献した。その中でも、キューバとの決勝戦では腰に痛みを抱えながら、9回一死満塁という一打逆転サヨナラ負けの場面で緊急登板し、ユリエスキ・グリエルに3球目のスライダーで遊撃手ゴロの併殺を誘導、オリンピックでの胴上げ投手になった。この年2度目の国際大会となったアジアシリーズ2008には、韓国代表のSKの一員として出場したが、その前の韓国シリーズで腰を痛め登板を回避するなど状態は悪かった。予選リーグの台湾代表の対統一セブンイレブン・ライオンズ戦に7回裏、3-6と3点リードされた場面で登板し、8回表味方が1点を返してくれたため、それ以上失点しなければ決勝進出となった。しかし8回裏、劉芙豪に点差を広げられる3ランを打たれたこともあり、チームは4-10で敗北。失点率の関係で決勝進出を逃し、北京五輪でのような完璧な火消し役を演じることはできなかった。
2009年は第2回WBC韓国代表に選ばれた。しかし、ラインナップに左打者がずらりと並んでいる日本と5度も対決することになった影響で、アンダースローが苦手な中南米との対決が2度しかなかったこともあり、抑えの座をより速球派の林昌勇に奪われ出番は少なかった。レギュラーシーズンでは、抑えではなく中継ぎとしての起用が目立ち、チーム最多の13ホールドを記録した。また11月に日本で膝の手術を受けたため、長期間のリハビリ生活に入った。
2010年は、前年と同じく中継ぎとして活躍。特にロッテの李大浩に対して3年間連続無安打に抑え（通算被打率.050）、鄭は「李大浩キラー」と呼ばれるようになった。
2011年オフにフリーエージェント(FA)権を行使した。

### ロッテ時代
2011年11月21日にMLBのボルチモア・オリオールズと契約合意に達したと報道されたが、実際には正式契約に至らず、12月13日にロッテ・ジャイアンツと4年契約を結んで移籍した。彼の補償選手には林勳が選ばれた。背番号はSK時代の21ではなく、38。
2012年2月、またもや日本でひざの手術を受け、4月の公式戦開幕には間に合わないことになった。8月、ロッテ移籍後一軍初登板を果たした。同年10月のポストシーズン・準プレーオフでは抑えとして起用され、2セーブを挙げてチームのプレーオフ進出に貢献し、準プレーオフMVPも受賞した。
2015年オフの10月10日に第1回WBSCプレミア12の韓国代表選手28名に選出された。同大会では、準決勝の日本戦の9回1点リードの場面に登板してセーブを記録。また、決勝のアメリカ戦でも登板して無失点に抑え、韓国の優勝に貢献した。
2017年はプロ入り後初めて一軍登板がなく、11月に現役引退を表明。

### 現役引退後
2018年に日本プロ野球・埼玉西武ライオンズの二軍でコーチ研修を受け、2019年から東義大学校野球部のコーチとなった。
2024年よりサムスン・ライオンズの二軍監督となる。同年7月5日に、一軍首席兼投手コーチに配置転換された。

## プレースタイル
アンダースローから繰り出される130km/h台の速球とシンカーを中心とした沈むボールを得意とする。
国際大会ではアンダースローの投球を苦にするアメリカやキューバなどの中南米の打者を相手にするべく、シドニー・オリンピックから2015 WBSCプレミア12まで代表チームに必ずと言っていいほど選ばれている。
ニックネームは蜂の群れによく例えられたSKワイバーンズのブルペン陣の中で、いつも最後に登場してセーブを挙げていたことから「女王蜂」だった。

## 詳細情報

### 年度別投手成績
| 年 度      | 球 団      | 登 板 | 先 発 | 完 投 | 完 封 | 無 四 球 | 勝 利 | 敗 戦 | セ 丨 ブ | ホ 丨 ル ド | 勝 率 | 打 者 | 投 球 回 | 被 安 打 | 被 本 塁 打 | 与 四 球 | 敬 遠 | 与 死 球 | 奪 三 振 | 暴 投 | ボ 丨 ク | 失 点 | 自 責 点 | 防 御 率 | W H I P |
| ---------- | ---------- | ----- | ----- | ----- | ----- | -------- | ----- | ----- | -------- | ----------- | ----- | ----- | -------- | -------- | ----------- | -------- | ----- | -------- | -------- | ----- | -------- | ----- | -------- | -------- | ------- |
| 2001       | SK         | 18    | 0     | 0     | 0     | 0        | 0     | 0     | 0        | 0           | ----  | 80    | 16.2     | 19       | 2           | 10       | 0     | 1        | 20       | 0     | 0        | 10    | 10       | 5.40     | 1.74    |
| 2002       | SK         | 24    | 0     | 0     | 0     | 0        | 1     | 0     | 0        | 0           | 1.000 | 173   | 42.0     | 37       | 3           | 10       | 2     | 1        | 30       | 0     | 0        | 15    | 15       | 3.21     | 1.12    |
| 2003       | SK         | 37    | 0     | 0     | 0     | 0        | 4     | 3     | 2        | 8           | .571  | 203   | 51.0     | 33       | 4           | 17       | 3     | 3        | 34       | 0     | 0        | 16    | 13       | 2.29     | 0.98    |
| 2004       | SK         | 52    | 0     | 0     | 0     | 0        | 2     | 3     | 2        | 16          | .400  | 280   | 69.1     | 62       | 2           | 14       | 3     | 5        | 50       | 0     | 0        | 22    | 18       | 2.34     | 1.10    |
| 2005       | SK         | 20    | 0     | 0     | 0     | 0        | 1     | 0     | 3        | 6           | 1.000 | 87    | 24.1     | 10       | 0           | 6        | 0     | 0        | 18       | 0     | 0        | 1     | 1        | 0.37     | 0.66    |
| 2006       | SK         | 59    | 0     | 0     | 0     | 0        | 8     | 4     | 15       | 11          | .667  | 289   | 74.1     | 55       | 3           | 23       | 4     | 3        | 52       | 0     | 0        | 19    | 16       | 1.94     | 1.05    |
| 2007       | SK         | 60    | 0     | 0     | 0     | 0        | 3     | 2     | 27       | 3           | .600  | 307   | 78.1     | 50       | 3           | 24       | 9     | 8        | 65       | 2     | 0        | 12    | 8        | 0.92     | 0.95    |
| 2008       | SK         | 49    | 0     | 0     | 0     | 0        | 4     | 3     | 20       | 0           | .571  | 250   | 60.2     | 51       | 4           | 22       | 5     | 3        | 50       | 1     | 0        | 18    | 18       | 2.67     | 1.20    |
| 2009       | SK         | 56    | 0     | 0     | 0     | 0        | 2     | 3     | 10       | 13          | .400  | 211   | 52.2     | 40       | 1           | 17       | 8     | 4        | 43       | 2     | 0        | 11    | 7        | 1.20     | 1.08    |
| 2010       | SK         | 49    | 0     | 0     | 0     | 0        | 4     | 1     | 4        | 8           | .800  | 170   | 45.0     | 31       | 1           | 7        | 3     | 1        | 47       | 1     | 0        | 7     | 7        | 1.20     | 0.84    |
| 2011       | SK         | 53    | 0     | 0     | 0     | 0        | 3     | 3     | 16       | 11          | ----  | 227   | 54.2     | 43       | 1           | 25       | 0     | 1        | 39       | 0     | 2        | 12    | 9        | 1.48     | 1.24    |
| 2012       | ロッテ(G)  | 24    | 0     | 0     | 0     | 0        | 2     | 0     | 1        | 5           | 1.000 | 102   | 28.1     | 12       | 0           | 7        | 3     | 1        | 26       | 1     | 0        | 2     | 2        | 0.64     | 0.67    |
| 2013       | ロッテ(G)  | 58    | 0     | 0     | 0     | 0        | 5     | 4     | 1        | 16          | .556  | 227   | 51.1     | 56       | 3           | 21       | 7     | 8        | 34       | 2     | 0        | 21    | 19       | 3.33     | 1.50    |
| 2014       | ロッテ(G)  | 60    | 0     | 0     | 0     | 0        | 4     | 2     | 2        | 13          | .667  | 181   | 42.0     | 40       | 2           | 13       | 2     | 6        | 27       | 0     | 0        | 19    | 19       | 4.07     | 1.26    |
| 2015       | ロッテ(G)  | 19    | 0     | 0     | 0     | 0        | 2     | 1     | 3        | 3           | .667  | 77    | 18.1     | 16       | 3           | 7        | 0     | 2        | 17       | 2     | 0        | 6     | 6        | 2.95     | 1.26    |
| 2016       | ロッテ(G)  | 24    | 0     | 0     | 0     | 0        | 1     | 0     | 0        | 8           | 1.000 | 85    | 17.1     | 24       | 3           | 13       | 2     | 2        | 7        | 0     | 0        | 10    | 10       | 5.19     | 2.13    |
| 通算：17年 | 通算：17年 | 662   | 0     | 0     | 0     | 0        | 46    | 29    | 106      | 121         | .613  | 2949  | 726.1    | 579      | 35          | 236      | 50    | 49       | 559      | 13    | 0        | 201   | 178      | 2.21     | 1.12    |

- 2017年度シーズン終了時

### 背番号
- 1 （2001年）
- 21 （2002年 - 2011年）
- 38 （2012年 - 2016年6月）
- 28 （2016年6月 - 2016年12月）
- 41 （2017年）
- 73 （2024年 - ）

### 代表歴
- 2000年シドニーオリンピックの野球競技・韓国代表
- 2006 ワールド・ベースボール・クラシック韓国代表
- 2008年北京オリンピックの野球競技・韓国代表
- 2009 ワールド・ベースボール・クラシック韓国代表
- 2013 ワールド・ベースボール・クラシック韓国代表
- 2015 WBSCプレミア12 韓国代表